# Stephopoma mammillatum
Stephopoma mammillatum is een slakkensoort uit de familie van de Siliquariidae. De wetenschappelijke naam van de soort is voor het eerst geldig gepubliceerd in 1960 door Morton & Keen.